# Isa Boljetinac
Isa Boljetinac (srp. Иса Бољетинац; Boljetin kod Kosovske Mitrovice, 15. siječnja 1864. – Podgorica, 23. siječnja 1916.), bio je albanski preporoditelj, narodni heroj, izvanredni domoljub, popularni strateg, vodeći organizator oslobodilačkog gerilskog pokreta narodnog jedinstva protiv Turske, Srbije i Crne Gore. Zajedno s Idrizom Seferijem bio dvojac koji se pretvorio u mit na kosovskim planinama. Iako je bio nepismen, pratila ga je reputacija hrabrosti.
Isa Boljetinac je rođen u selu Boljetinu kod Kosovske Mitrovice u Osmanskom Carstvu. Isini porodica se preselila u Boljetin iz sela Istinića kod Dečana, zbog krvne osvete (alb. gjakmarrja), a podrijetlo vode od plemena Shala iz sjeverne Albanije. Promijenili su prezime u Boletini ("od Boljetina, Boljetinski"). Isa je bio nepismen. Shale su bile najsiromašnije albansko pleme s malim izuzetkom od oko 400 obitelji koje su živjele u Istiniću. Pleme Shala je bilo u sukobu s plemenom Gashijima sve dok nisu postigli mir u kolovozu 1879. godine, na osnovi sultanove zapovijedi.
Sa samo 14 godina pridružio se Prizrenskoj ligi. Bilo je to 1878. godine. Kad su osmanske vlasti poslale ekspedicijski korpus za likvidaciju Lige, albanske su se snage sukobile s njima kod Slivova 21. travnja 1881. godine, a Boljetinac je sudjelovao u toj bitci. Poduprio je Haxhija Zekena i ostale domoljube kad su osnovali Pećku ligu (Lidhja e Pejës) (1899. – 1900.). Zbog sukoba s turskim vlastima, deportiran je 1902. godine s rodnog Kosova u Carigrad. Ondje je bio prisiljen ostati sve do 1906. godine. Nekoliko godina poslije opet se dao u gerilsku aktivnost. Od 1910. opet vodi akcije malog rata protiv Turaka. Poslije je neko vrijeme boravio u Crnoj Gori na Cetinju gdje je bio počasni gost kralja Nikole. Zajedno su planirali zajednički ustanak Malisora na sjeveru Albanije i drugih Albanaca na Kosovu proljeća 1911. godine.
Od 1908. do 1912. bio je kosovskim zastupnikom u Osmanskom parlamentu. Za vrijeme narodnih ustanaka protiv Osmanskog Carstva 1912. koji su zahvatili sve zemlje gdje su živjeli Albanci, albanski su domoljubi odlučili uspostaviti neovisnu državu.
Trebao je nazočiti 1912. narodnoj skupštini u Valoni, održanoj u kući Džemil-bega, na kojoj su nazočili predstavnici iz svih oblasti (Očevi osnivači, Baballaret e kombit) u kojima žive Albanci, na kojoj je 28. studenoga 1912. Albanija proglašena neovisnom državom.
Bio je zaštitnikom valonske vlade. Poslije je bio dijelom albanskog izaslanstva na Londonske konferencije (1913.) zajedno s albanskim šefom države Ismailom Qemalijem. Albansko je izaslanstvo zahtijevalo Kosovo unutar novoosnovane države Albanije, no velesile   su   mu dale    samo trećinu zahtijevanog.
Za ustanka muslimanskih seljaka u Albaniji protiv režima Vilima Wiedskog lipnja 1914. godine, Isa Boljetinac i njegovi ljudi, uglavnom s Kosova, pridružili su se međunarodnoj žandarmeriji Kneževine Albanije. Rečena žandarmerija bila je uspostavljena odlukama šestorice veleposlanika velesila koje su sudjelovale na londonskoj mirovnoj konferenciji. Većinu članova ove vojne misije činili su Nizozemci, pa se zato također zvala Nizozemskom vojnom misijom; poslije su ih nadomjestili časnici iz Austro-Ugarske i Njemačke koji su stigli u Drač 4. srpnja 1914. godine.
Za vrijeme Prvog svjetskog rata Boljetinac je sudjelovao u kačačkim gerilskimborbama protiv Kraljevine Srbije i Kraljevine Crne Gore, a poslije protiv Austro-Ugarske i Bugarske.
Njega i nekoliko najbližih rođaka ubile su crnogorske snage Radomira Vešovića 23. siječnja 1916. godine, osumnjičen da je u dosluhu s Austrijancima koji su namjeravali zauzeti crnogorski grad Podgoricu za vrijeme austro-ugarskog nadora.
Njegov sin Bujazit je tijekom Drugog svetskog rata sudjelovao u borbama protiv pripadnika četničkih postrojba na teritoriju Novog Pazara.
Isa Boljetinac je svoj život i život svoje obitelji povezao sa sudbinom svoje domovine. Ljubav i odanost domovini pamte se po ovim riječima "Dobro sam kad je Albanija dobro." (“Unë jam mirë kur asht mirë Shqipnia”). Bio je poznat što je uvijek nosio tradicionalu albansku bijelu kapicu (qeleshe) i narodnu nošnju.
2010. ga je postumno odlikovao kosovski predsjednik Fatmir Sejdiu najvišim kosovskim ordenom, odličjem Heroja Kosova. Tom su prigodom još odlikovani Azem Galica, Šota Galica, Hasan Prishtina i Bajram Curri.